# José Joaquín Primo de Rivera y Ortiz de Pinedo
José Joaquín Primo de Rivera y Ortiz de Pinedo (Algesires, 28 d'abril de 1777 - †Sevilla, 25 de juliol de 1853) fou un militar i polític espanyol, fill de Joaquín Primo de Rivera y Pérez de Acal, governador de Maracaibo, i Antonia Eulalia Ortiz de Pinedo y Muñoz.

## Biografia
Membre d'una família amb ascendència en la noblesa cubana, va tenir una vertiginosa carrera militar que va començar amb el seu nomenament com a guardiamarina al Departament de Cadis en 1792, alferes de fragata a bord del bergantí científic Alerta i capità de navili en 1802. Durant la Guerra del francès va ser un dels destacats en els setges de Saragossa per les tropes napoleòniques (va obtenir les medalles del Primer i del Segon Setge de Saragossa).
Va ser destinat a la posta de Montevideo. Allí en 1812 va estar a càrrec del tercer i últim bombardeig de Buenos Aires, que va fracassar en els seus objectius igual que els anteriors. Després de la derrota de Jacinto de Romarate per l'esquadra de les Províncies Unides del Riu de la Plata al comandament de Guillermo Brown en el Combat de Martín García (1814), va rebre ordres de partir de Montevideo en el seu suport, però va demorar la seva sortida i quan la va verificar, va tornar ràpidament a port per considerar que no tenia possibilitats davant Brown, la qual cosa li va valer la dura crítica de la població de la ciutat assetjada. Quan l'esquadra de Brown va bloquejar Montevideo, es va excusar de sortir a la seva trobada donant constant part de malalt, fins que la flota va salpar al comandament directe del Comandant de la posta Miguel de la Sierra, qui va ser vençut en la batalla del Buceo.
A Espanya va ser portat a judici, igual que els seus camarades, amb excepció de Romarate, qui era respectat per capacitat i valor fins i tot per Brown. Primo de Rivera, malgrat ser potser el més amenaçat, va ser rescatat de l'escrutini per intervenció directa de Ferran VII en resolució del 6 de juliol de 1817.
Va ser nomenat president de la Junta del Almirallat en 1837 i aquest mateix any va ser escollit Senador per Cadis. En 1839 li oferiren la Cartera del Ministeri de Marina, càrrec que no acceptar per desacords polítics, alhora que va ser nomenat interí d'Hisenda.
Va exercir com a cap d'esquadra de la Reial Armada i comandant general de la posta de l'Havana en 1845. En 1848 va passar a ser Capità General de Cadis, però va haver de dimitir del càrrec per motius de salut, retirant-se a Sevilla, on va continuar la seva labor com a senador fins a la seva mort en aquesta mateixa ciutat el 25 de juliol de 1853.
Es va casar a Buenos Aires l'11 de novembre de 1809 amb l'argentina Juana María Nepomucena de Sobremonte y Larrazábal, batejada a Còrdova el 19 d'agost de 1796, filla del Virrei Rafael de Sobremonte, i van tenir tres fills: Rafael, Fernando i Miguel, aquest últim pare de Miguel Primo de Rivera y Orbaneja i, per tant, avi de José Antonio Primo de Rivera.